# Station Boskoop Snijdelwijk
Station Boskoop Snijdelwijk  is een spoorweghalte aan de spoorlijn Gouda - Alphen aan den Rijn in Boskoop.

## Geschiedenis
De plannen voor de bouw van een tweede station in Boskoop stammen uit de jaren 90 van de twintigste eeuw, toen de ideeën rond de RijnGouwelijn in plannen werden vormgegeven. Volgens dit plan zouden tramtreinen de treindienst op de spoorlijn Gouda - Alphen aan den Rijn overnemen en daarna doorrijden naar Leiden en de Noordzeekust in Katwijk en Noordwijk. Hierbij zouden nieuwe haltes gebouwd worden, waaronder de halte Boskoop Snijdelwijk. In 2002 werd begonnen met een proef met trams, maar hierin werd de bouw van het station niet opgenomen. In 2011, na het afsluiten van de RijnGouwelijn-proef, werd een fundering gebouwd op de locatie van het huidige station, voor een laag tramperron.
Na het schrappen van de RijnGouwelijn in 2012 werd een nieuw, uitgekleed plan ontwikkeld: het HOV-net Zuid-Holland Noord. Hierin werd de bouw van het station opnieuw opgenomen. Aangezien de dienstregeling met treinen uitgevoerd bleef worden, moest de bestaande fundering vervangen worden. De bouwwerkzaamheden begonnen eind 2016, waarna het station op 10 december 2017 geopend kon worden.

## Locatie
Het station ligt circa 1 km ten zuiden van station Boskoop en ontsluit de Snijdelwijk in Boskoop. Het station heeft een grote fietsenstalling en een bushalte.

## Dienstregeling
Het station wordt in de dienstregeling 2025 door de volgende treinseries bediend:
| Serie | Treinsoort    | Route                                         | Bijzonderheden |
| ----- | ------------- | --------------------------------------------- | --- |
| 8600  | Sprinter (NS) | Alphen a/d Rijn – Boskoop Snijdelwijk – Gouda | Rijdt onder de formule van R-net. Vormt een kwartierdienst met de serie 8700 (Behalve 's avonds en in het weekend).   |
| 8700  | Sprinter (NS) | Alphen a/d Rijn – Boskoop Snijdelwijk – Gouda | Rijdt onder de formule van R-net. Rijdt niet 's avonds en in het weekend. Vormt een kwartierdienst met de serie 8600. |

## Fotogalerij

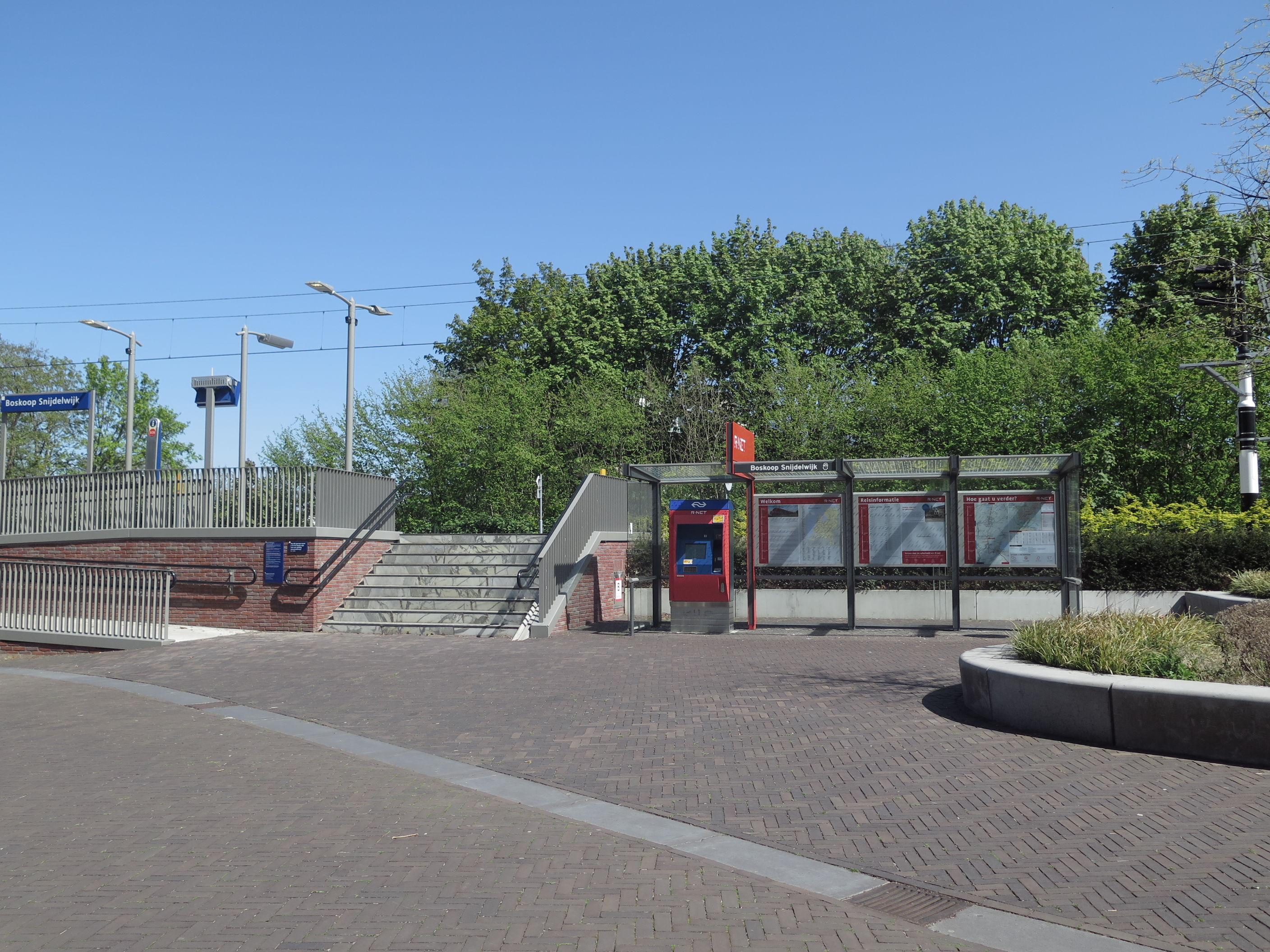
Ingang
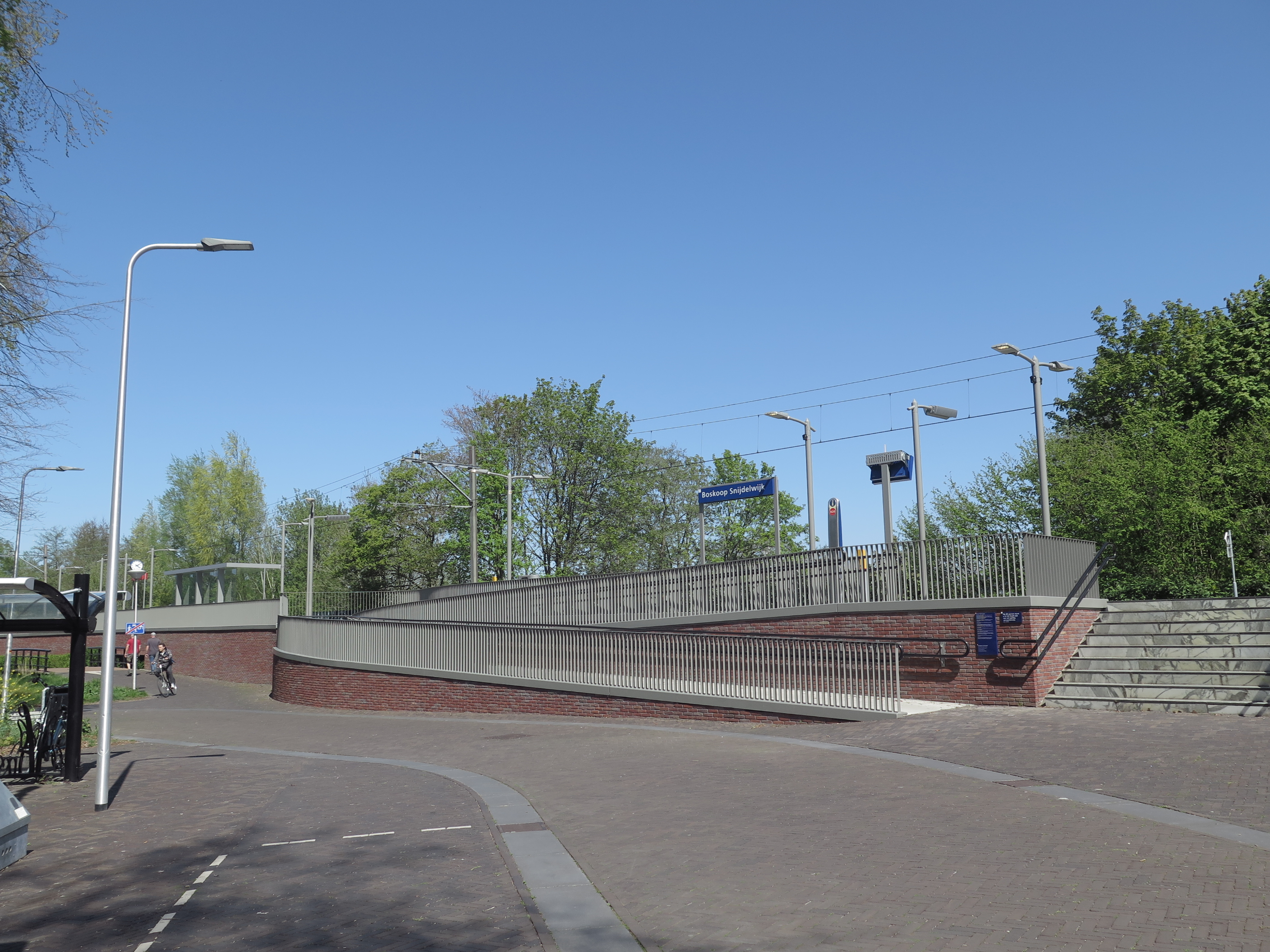
Hellingbaan
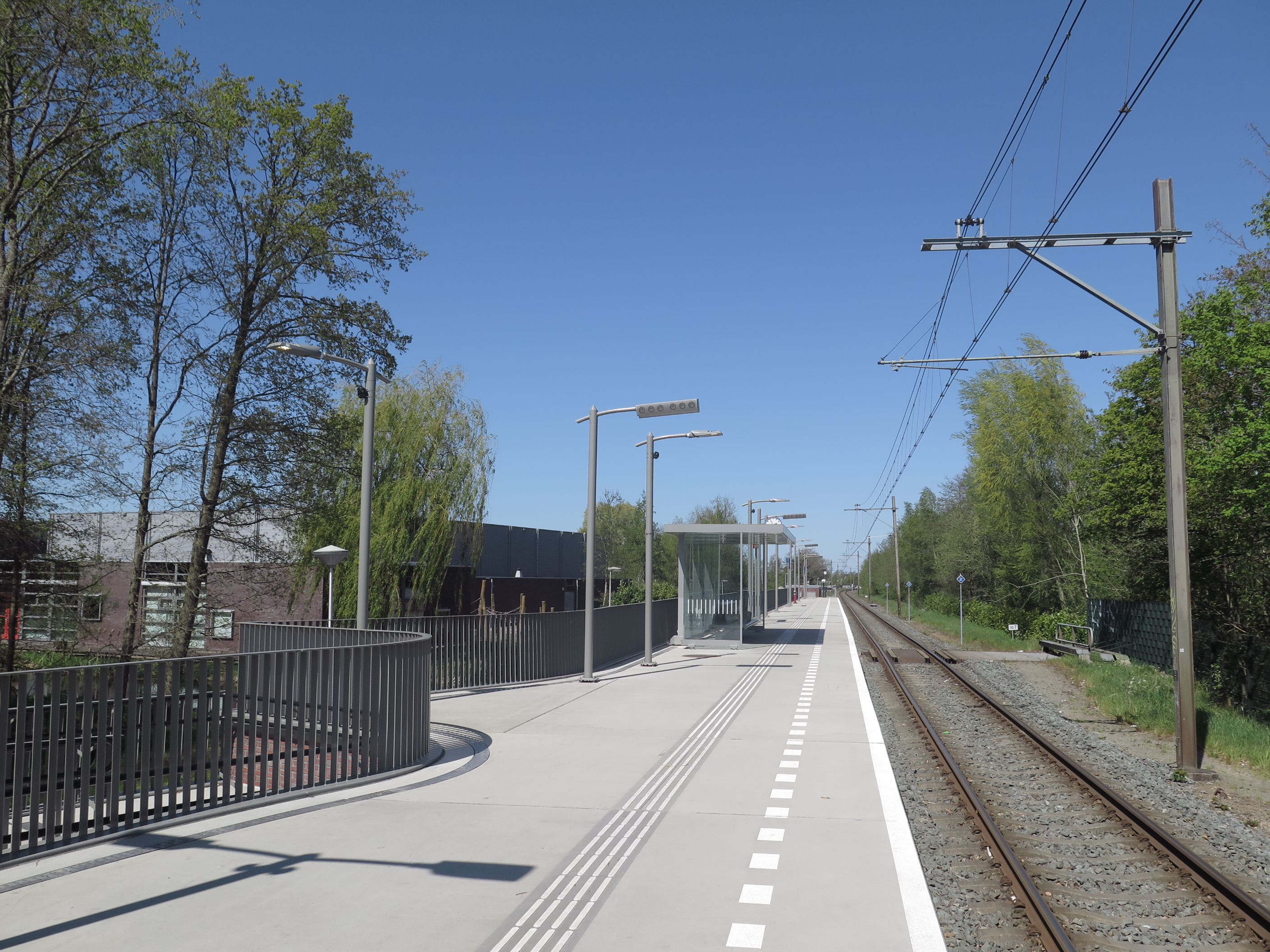
Perron
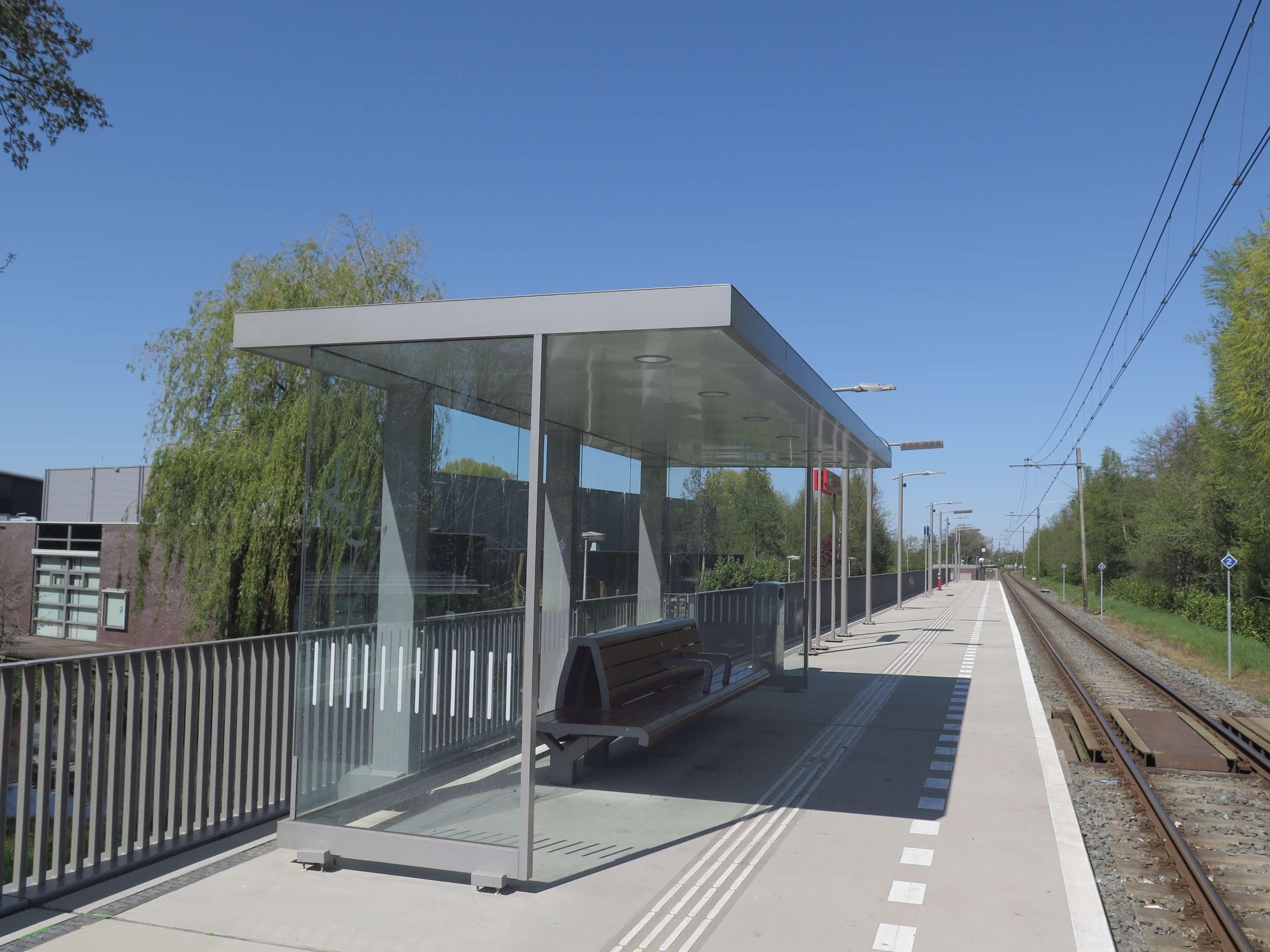
Wachtruimte
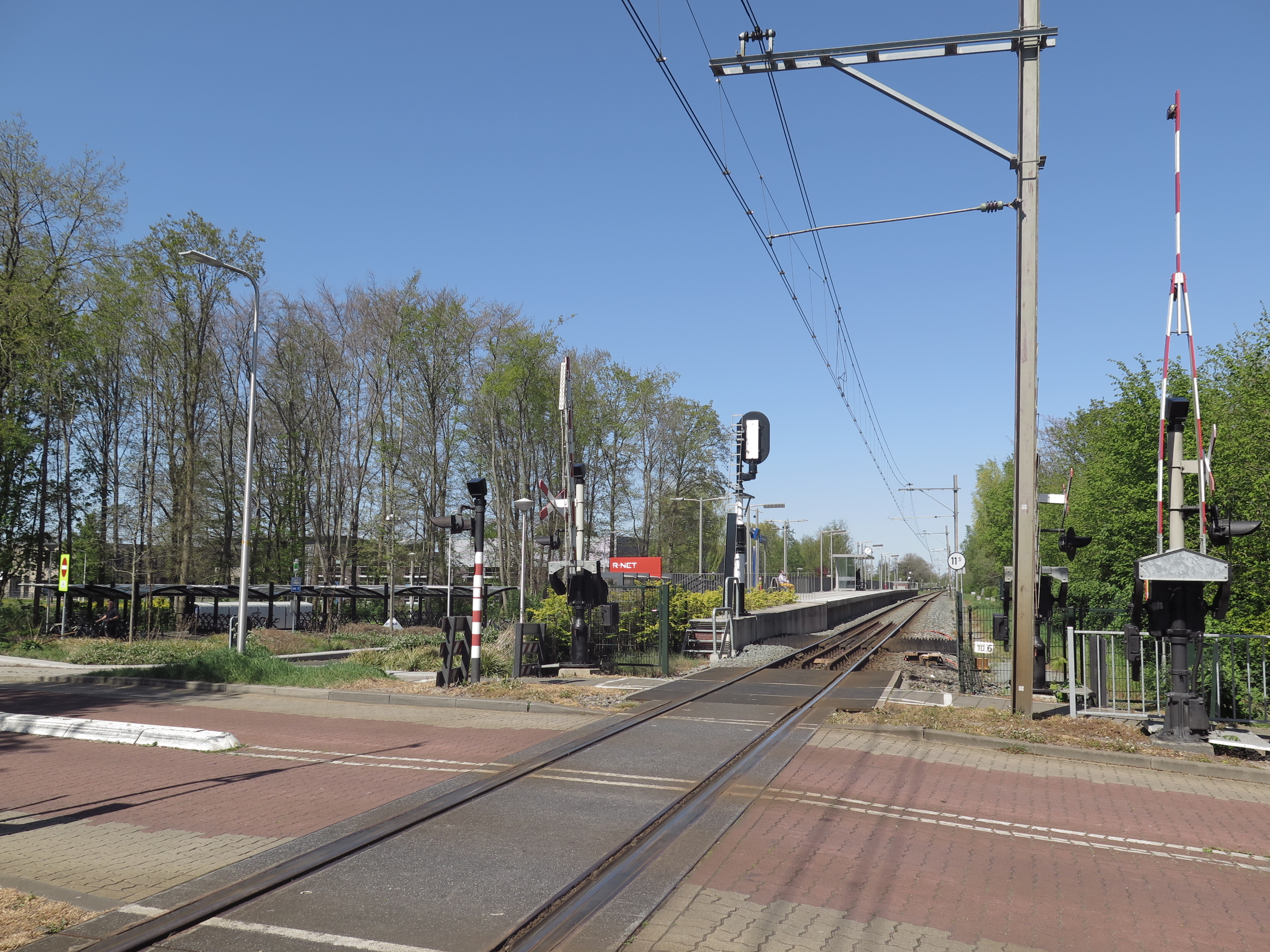
Naastliggende spoorwegovergang
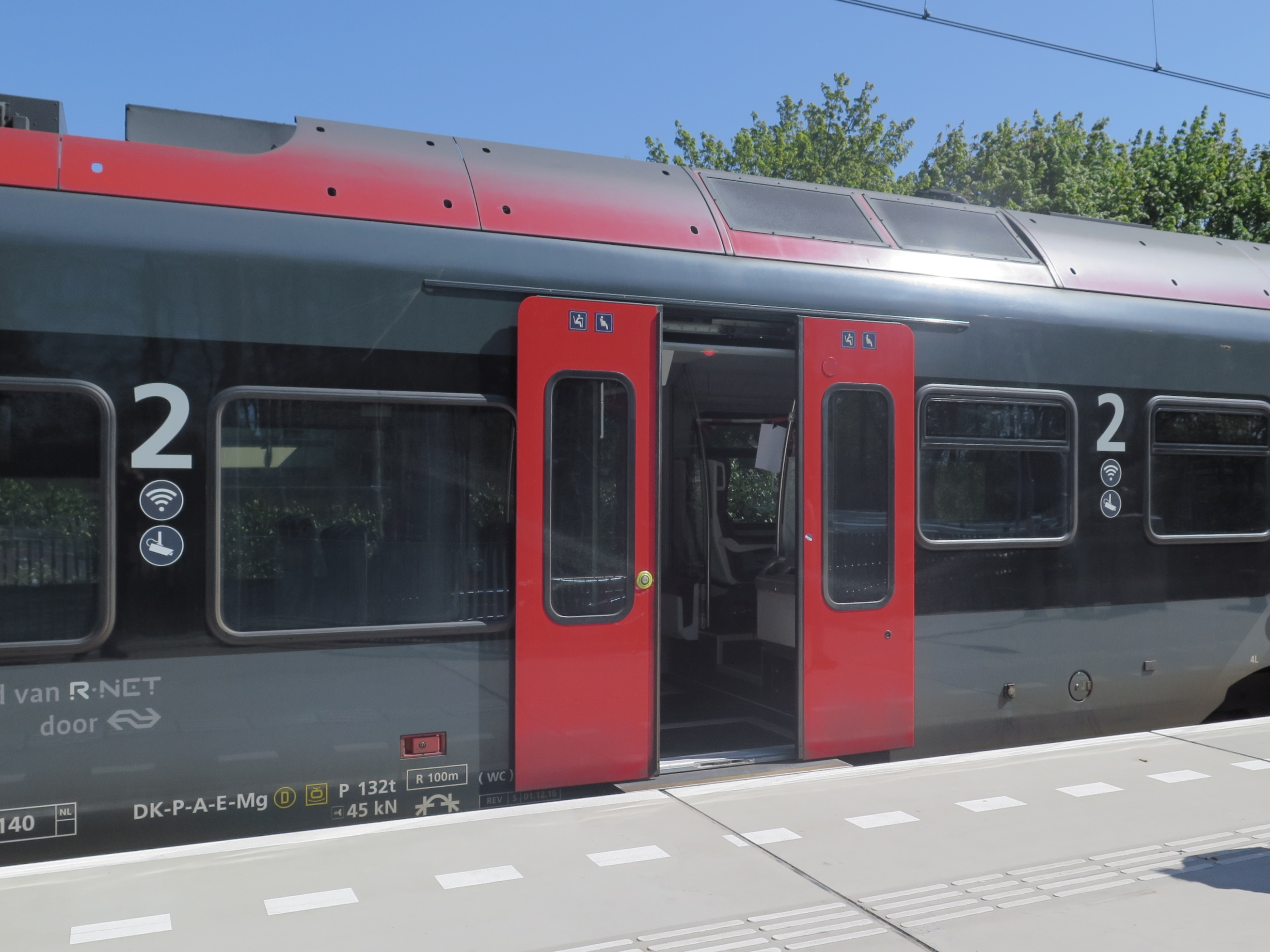
Gelijkvloerse instap

## Ontwikkeling aantal reizigers
Het aantal door NS vervoerde reizigers (per gemiddelde werkdag) ontwikkelde zich sedert 2019 als volgt:
| Jaar | Aantal reizigers |
| ---- | ---------------- |
| 2019 | 667              |
| 2020 | 340              |
| 2021 | 406              |
| 2022 | 563              |
| 2023 | 649              |
| 2024 | 658              |

0,0: Gouda ·
6,4: Waddinxveen Triangel ·
8,0: Waddinxveen ·
9,2: Waddinxveen Noord ·
10,6: Boskoop Snijdelwijk ·
11,6: Boskoop ·
17,5: Alphen a/d Rijn
Alphen a/d Rijn ·
Arkel · 
Barendrecht · 
Bodegraven · 
Boskoop · 
-Snijdelwijk · 
Boven Hardinxveld · 
Capelle Schollevaar · 
De Vink · 
Delft · 
-Campus · 
Den Haag:
-Centraal · 
-HS ·
-Laan van NOI · 
-Mariahoeve · 
-Moerwijk · 
-Ypenburg · 
Dordrecht · 
-Stadspolders ·
-Zuid ·
Gorinchem · 
Gouda · 
-Goverwelle · 
Hardinxveld:
-Blauwe Zoom · 
-Giessendam · 
Hillegom · 
Lansingerland-Zoetermeer · 
Leiden:
-Centraal · 
-Lammenschans · 
Nieuwerkerk a/d IJssel · 
Rijswijk · 
Rotterdam:
-Alexander · 
-Blaak · 
-Centraal · 
-Lombardijen · 
-Noord · 
-Stadion · 
-Zuid · 
Sassenheim · 
Schiedam Centrum · 
Sliedrecht · 
-Baanhoek · 
Voorburg · 
Voorhout · 
Voorschoten ·
Waddinxveen · 
-Noord ·
-Triangel ·
Zoetermeer · 
-Oost · 
Zwijndrecht
Geplande stations:
Gorinchem Noord · Hazerswoude-Koudekerk · Schiedam Kethel
Voormalige stations: zie de lijst van voormalige spoorwegstations in Zuid-Holland